# Grand Prix automobile d'Autriche 2025
GP précédent GP suivant
Le Grand Prix automobile d'Autriche 2025 (Formula 1 MSC Cruises Austrian Grand Prix 2025), disputé le 29 juin 2025 sur le circuit de Spielberg, est  la 1136e épreuve du championnat du monde de Formule 1 courue depuis 1950. Il s'agit de la trente-septième édition du Grand Prix d'Autriche comptant pour le championnat du monde de Formule 1 et de la onzième manche du championnat 2025. L'épreuve se dispute pour la trente-sixième fois depuis 1970 sur le Circuit de Spielberg.
Pour obtenir la douzième pole position de sa carrière, sa troisième de la saison, Lando Norris, meilleur temps de chaque phase des qualifications, relègue, lors de sa deuxième tentative en Q3, Charles Leclerc à plus d'une demi-seconde, qui réussit toutefois à s'intercaler entre les McLaren. En deuxième ligne, Oscar Piastri devance Lewis Hamilton qui atteint sa meilleure position sur la grille de la saison, tout comme Liam Lawson, sur la troisième ligne, sixième derrière George Russell. Max Verstappen doit se contenter du septième temps devant Gabriel Bortoleto qui atteint, pour la première fois, la dernière phase des qualifications ; la cinquième ligne est composée d'Andrea Kimi Antonelli et Pierre Gasly.
En bagarre rapprochée durant leur premier relais, les McLaren obtiennent leur quatrième doublé de la saison, le cinquante-troisième de leur histoire, avec la troisième victoire de la saison de Lando Norris, la septième de sa carrière. Après avoir dépassé Charles Leclerc dès le premier virage, Oscar Piastri fait tout son possible pour ravir les commandes de la course à son coéquipier qui résiste et le maintient hors de portée d'utilisation de l'aileron arrière mobile dans la deuxième partie de l'épreuve. Leclerc monte sur le podium, pour la troisième fois en quatre courses ; derrière lui, Lewis Hamilton égale son meilleur résultat de la saison tandis que Max Verstappen, devant des dizaines de milliers de spectateurs acquis à sa cause, ne voit pas la fin du premier tour. 
Le premier départ est avorté après que Carlos Sainz Jr. peine à s'élancer lors du tour de formation puis voit ses freins prendre feu lors qu'il se place au bout de la voie des stands. À l'extinction des feux, Piastri dépasse Leclerc par l'extérieur du premier virage et se colle derrière son coéquipier. Kimi Antonelli bloque ses roues au freinage du virage no 3 et harponne la Red Bull de Max Verstappen : tous deux abandonnent et la voiture de sécurité est envoyée en piste. De la relance à leurs premiers arrêts au stand (Norris à la fin du vingtième tour, Piastri au vingt-quatrième), les McLaren sont en combat rapproché, Piastri utilisant son aileron arrière mobile pour venir à hauteur de Norris au bout de chaque ligne droite, tentant plusieurs attaques et risquant même de briser les Papaya rules (le règlement interne qui laisse les pilotes se battre du moment qu'ils ne font pas de dégâts) au vingtième tour quand il bloque ses roues dans le virage no 4 et passe à quelques centimètres de percuter son coéquipier. L'écart créé après leurs premiers arrêts reste ensuite supérieur à une seconde jusqu'au dernier tour. Leclerc, isolé en troisième position, n'est pas en mesure de suivre les McLaren et ne craint pas le retour de son coéquipier qui se bat contre George Russell dans les premiers virages puis le maintient derrière lui jusqu'au bout. 
Sixième sur la grille, Liam Lawson l'est également à l'arrivée après une course très solide au volant de sa VCARB 02 : il perd trois places en partant hors piste pour éviter l'accrochage Antonellli-Verstappen puis les regagne pour obtenir le meilleur résultat de sa carrière ; il est le dernier pilote dans le tour du vainqueur. Plus loin, Fernando Alonso, onzième au départ, prend la septième place en résistant à Gabriel Bortoleto qui tire les fruits de sa bonne qualification et marque ses premiers points pour son onzième départ en Formule 1. Vingtième et dix-septième sur la grille, Nico Hülkenberg et Esteban Ocon achèvent leur remontées dans les points restants. Avec l'abandon précoce de Verstappen et la dernière place de Yuki Tsunoda, à deux tours du vainqueur, Red Bull connaît, sur ses terres, sa première course sans point après une série de soixante-dix-sept Grands Prix. 
En tête du championnat, l'avance d'Oscar Piastri (216 points) se réduit désormais à quinze points sur Lando Norris (201 points) tandis que Max Verstappen (resté à 155 points) est repoussé à soixante-et-un points. George Russell (146 points) est toujours quatrième devant Charles Leclerc (119 points), Lewis Hamilton (91 points), Kimi Antonelli (63 points), Alexander Albon (42 points), Esteban Ocon (23 points) et Nico Hülkenberg (22 points) qui repasse devant Isack Hadjar. Au championnat des constructeurs, McLaren (417 points) devance désormais Ferrari (210 points) qui reprend le meilleur sur Mercedes (209 points), et Red Bull resté à 162 points. Plus loin, Williams (resté à 55 points) est toujours cinquième devant Racing Bulls (36 points) qui dépasse Haas (29 points) ; suivent Aston Martin (28 points), Kick Sauber (26 points) et Alpine (11 points).

## Pneus disponibles
| Pneus pour piste sèche | Pneus pour piste sèche | Pneus pour piste sèche | Pneus pluie    | Pneus pluie |
| ---------------------- | ---------------------- | ---------------------- | -------------- | ----------- |
| Durs (Type C3)         | Medium (Type C4)       | Tendres ( Type C5)     | Intermédiaires | Pluie       |

## Essais libres

### Première séance, le vendredi de 13 h 30 à 14 h 30
| Pos. | Pilote            | Voiture             | Chrono         | Écart     |
| ---- | ----------------- | ------------------- | -------------- | --------- |
| 1    | George Russell    | Mercedes            | 1 min 05 s 542 |           |
| 2    | Max Verstappen    | Red Bull-Honda RBPT | 1 min 05 s 607 | + 0 s 065 |
| 3    | Oscar Piastri     | McLaren-Mercedes    | 1 min 05 s 697 | + 0 s 155 |
| 4    | Alexander Dunne   | McLaren-Mercedes    | 1 min 05 s 766 | + 0 s 224 |
| 5    | Pierre Gasly      | Alpine-Renault      | 1 min 05 s 780 | + 0 s 238 |
| 6    | Gabriel Bortoleto | Kick Sauber-Ferrari | 1 min 05 s 874 | + 0 s 332 |

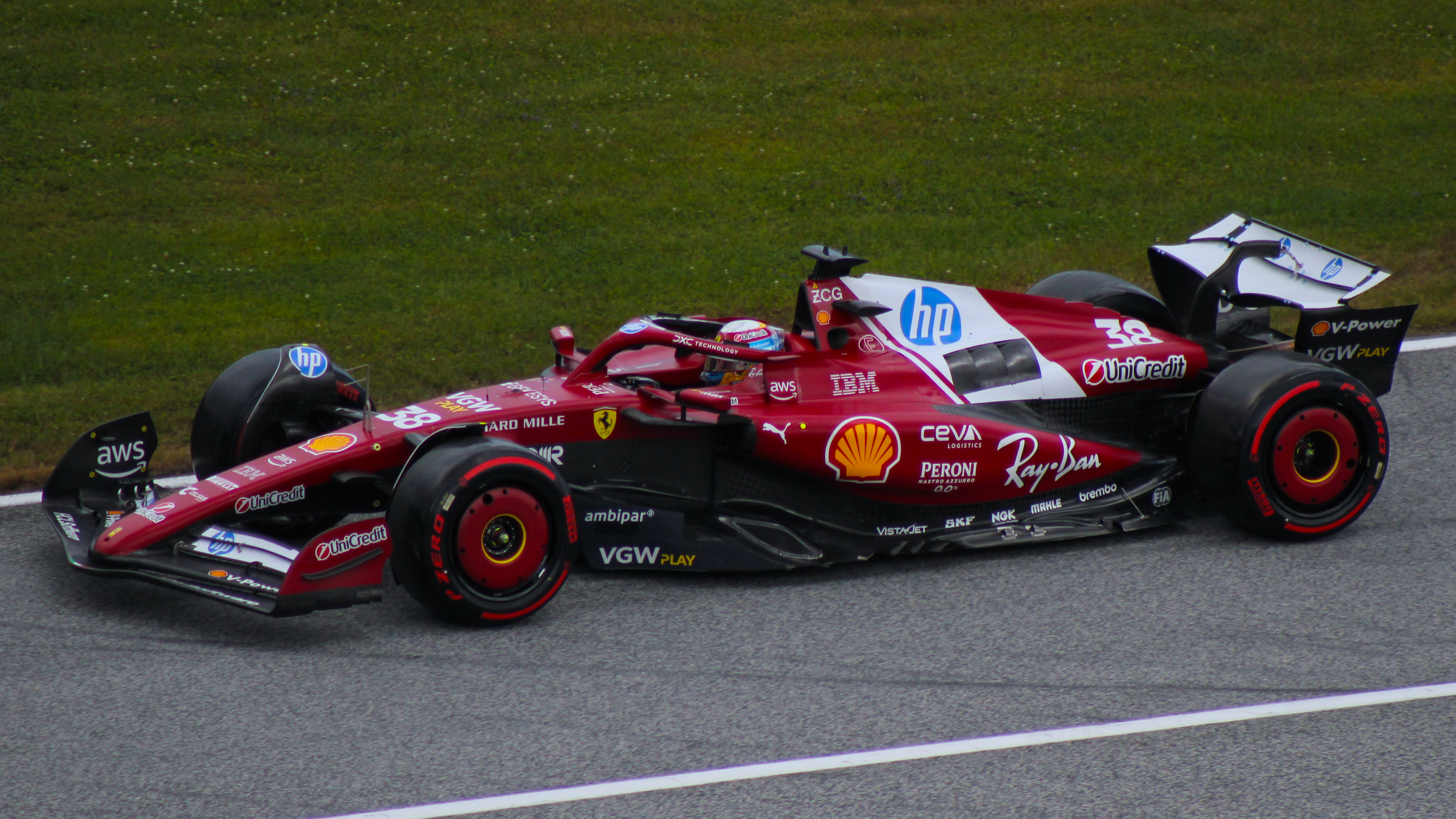
Dino Beganovic lors de la première séance d'essais.

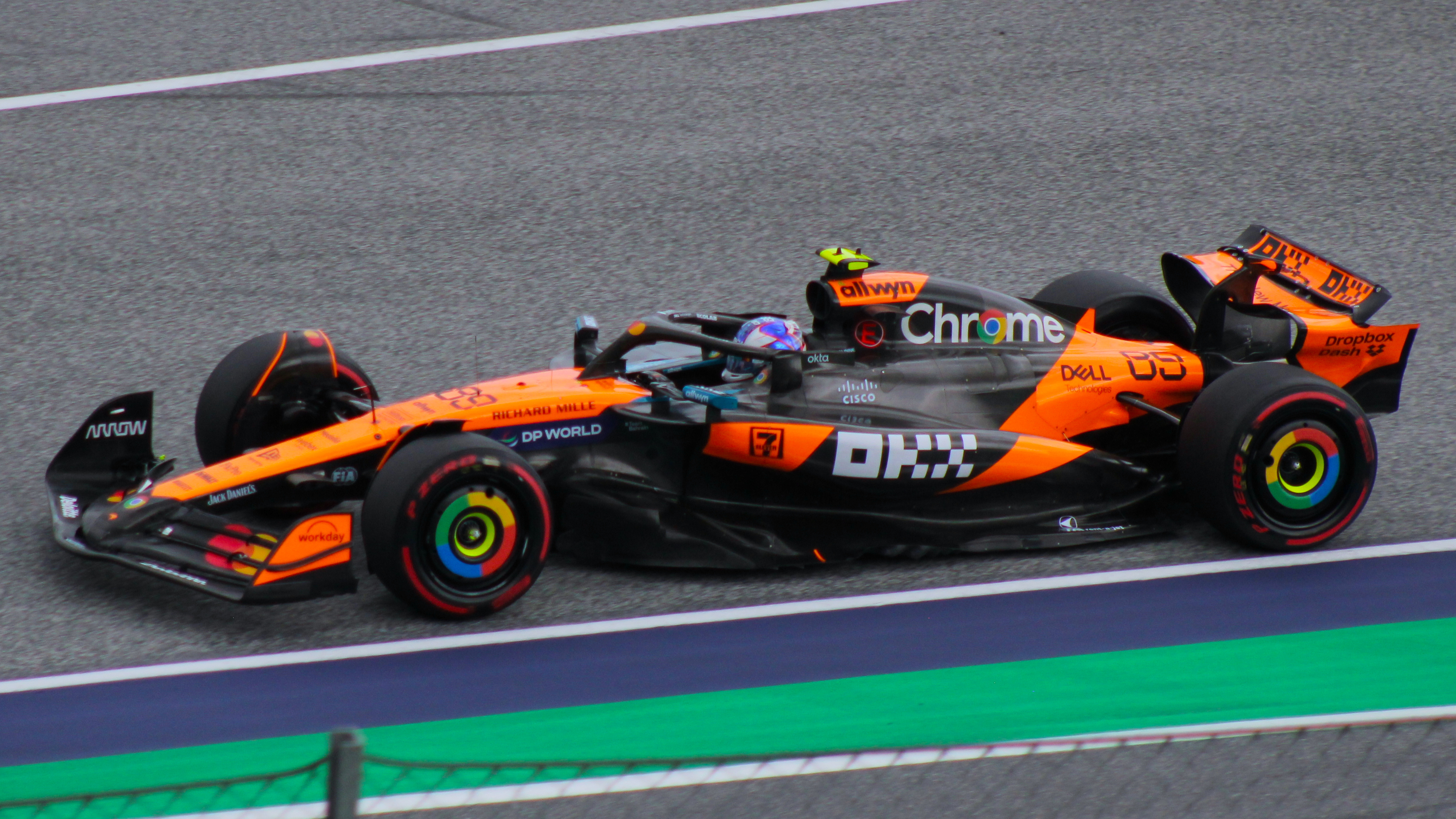
Alex Dunne lors de la première séance d'essais.

- Le rookie irlandais Alex Dunne, membre du McLaren Driver Development Programme, champion de Formule 4 britannique en 2022 avec Hitech Grand Prix et engagé en Formule 2 chez Rodin Motorsport remplace Lando Norris lors de cette séance ; il réalise le quatrième temps[4],[5].
- Le rookie bosniaque-suédois Dino Beganovic, membre de la Ferrari Driver Academy et engagé en Formule 2 chez Hitech Pulse-Eight remplace Charles Leclerc lors de cette séance ; il réalise le dix-huitième temps[6].

### Deuxième séance, le vendredi de 17 h à 18 h

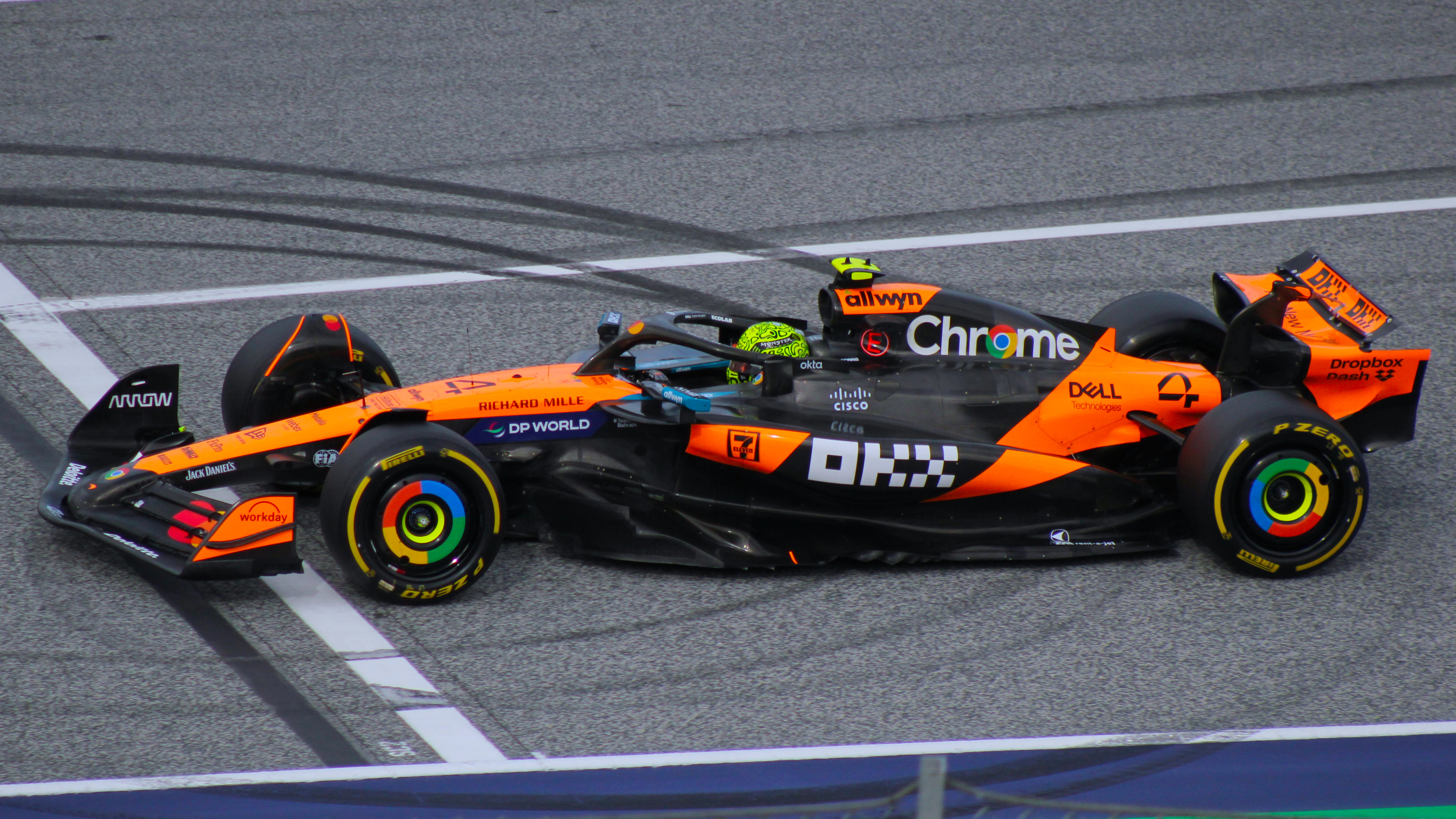
Lando Norris en Autriche en 2025.

| Pos. | Pilote          | Voiture               | Chrono         | Écart     |
| ---- | --------------- | --------------------- | -------------- | --------- |
| 1    | Lando Norris    | McLaren-Mercedes      | 1 min 04 s 580 |           |
| 2    | Oscar Piastri   | McLaren-Mercedes      | 1 min 04 s 737 | + 0 s 157 |
| 3    | Max Verstappen  | Red Bull-Honda RBPT   | 1 min 04 s 898 | + 0 s 318 |
| 4    | Lance Stroll    | Aston Martin-Mercedes | 1 min 05 s 022 | + 0 s 442 |
| 5    | Charles Leclerc | Ferrari               | 1 min 05 s 190 | + 0 s 610 |
| 6    | George Russell  | Mercedes              | 1 min 05 s 229 | + 0 s 649 |

### Troisième séance, le samedi de 12 h 30 à 13 h 30

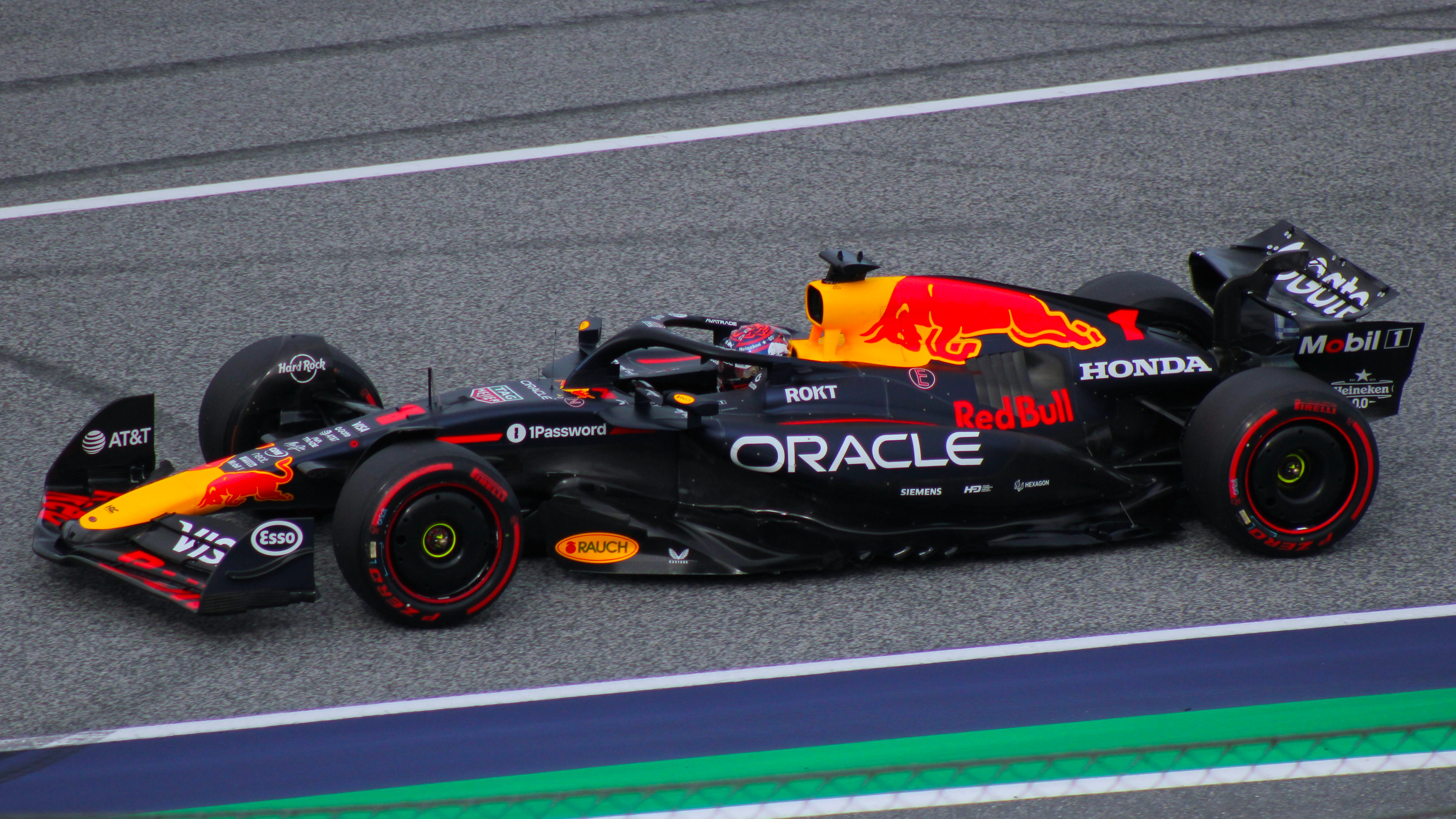
Max Verstappen en Autriche en 2025.

| Pos. | Pilote          | Voiture             | Chrono         | Écart     |
| ---- | --------------- | ------------------- | -------------- | --------- |
| 1    | Lando Norris    | McLaren-Mercedes    | 1 min 04 s 324 |           |
| 2    | Oscar Piastri   | McLaren-Mercedes    | 1 min 04 s 442 | + 0 s 118 |
| 3    | Max Verstappen  | Red Bull-Honda RBPT | 1 min 04 s 744 | + 0 s 210 |
| 4    | Charles Leclerc | Ferrari             | 1 min 04 s 574 | + 0 s 250 |
| 5    | Lewis Hamilton  | Ferrari             | 1 min 04 s 790 | + 0 s 466 |
| 6    | George Russell  | Mercedes            | 1 min 05 s 018 | + 0 s 694 |

## Séance de qualifications
| Pos. | Pilote                | Écurie                  | Qualifications 1 | Qualifications 2 | Qualifications 3 |
| --- | --------------------- | ----------------------- | ---------------- | ---------------- | ---------------- |
| 1 | Lando Norris          | McLaren-Mercedes        | 1 min 04 s 672   | 1 min 04 s 410   | 1 min 03 s 971   |
| 2 | Charles Leclerc       | Ferrari                 | 1 min 05 s 197   | 1 min 04 s 734   | 1 min 04 s 492   |
| 3 | Oscar Piastri         | McLaren-Mercedes        | 1 min 04 s 966   | 1 min 04 s 556   | 1 min 04 s 554   |
| 4 | Lewis Hamilton        | Ferrari                 | 1 min 05 s 115   | 1 min 04 s 896   | 1 min 04 s 582   |
| 5 | George Russell        | Mercedes                | 1 min 05 s 189   | 1 min 04 s 860   | 1 min 04 s 763   |
| 6 | Liam Lawson           | Racing Bulls-Honda RBPT | 1 min 05 s 017   | 1 min 05 s 041   | 1 min 04 s 926   |
| 7 | Max Verstappen        | Red Bull-Honda RBPT     | 1 min 05 s 106   | 1 min 04 s 836   | 1 min 04 s 929   |
| 8 | Gabriel Bortoleto     | Kick Sauber-Ferrari     | 1 min 05 s 123   | 1 min 04 s 846   | 1 min 05 s 132   |
| 9 | Andrea Kimi Antonelli | Mercedes                | 1 min 05 s 178   | 1 min 05 s 052   | 1 min 05 s 276   |
| 10 | Pierre Gasly          | Alpine-Renault          | 1 min 05 s 054   | 1 min 04 s 846   | 1 min 05 s 649   |
| 11 | Fernando Alonso       | Aston Martin-Mercedes   | 1 min 05 s 197   | 1 min 05 s 128   |                  |
| 12 | Alexander Albon       | Williams-Mercedes       | 1 min 05 s 143   | 1 min 05 s 205   |                  |
| 13 | Isack Hadjar          | Racing Bulls-Honda RBPT | 1 min 05 s 063   | 1 min 05 s 226   |                  |
| 14 | Franco Colapinto      | Alpine-Renault          | 1 min 05 s 278   | 1 min 05 s 288   |                  |
| 15 | Oliver Bearman        | Haas-Ferrari            | 1 min 05 s 218   | 1 min 05 s 312   |                  |
| 16 | Lance Stroll          | Aston Martin-Mercedes   | 1 min 05 s 329   |                  |                  |
| 17 | Esteban Ocon          | Haas-Ferrari            | 1 min 05 s 364   |                  |                  |
| 18 | Yuki Tsunoda          | Red Bull-Honda RBPT     | 1 min 05 s 369   |                  |                  |
| 19 | Carlos Sainz          | Williams-Mercedes       | 1 min 05 s 582   |                  |                  |
| 20 | Nico Hülkenberg       | Kick Sauber-Ferrari     | 1 min 05 s 606   |                  |                  |
| Temps minimal à réaliser pour la qualification : 1 min 09 s 199 (107 % du meilleur temps en Q1 : 1 min 04 s 672) |                       |                         |                  |                  |                  |

- La séance est interrompue au drapeau rouge durant quelques minutes en Q2 après que Lewis Hamilton a déclenché un incendie à la sortie du dernier virage lorsque le patin en titane de sa SF-25 a mis le feu à l'herbe ; pour éviter que cet incident ne se reproduise, l'herbe a été arrosée à cet endroit avant le début de la Q3[10].

## Course

### Classement de la course
| Pos. | no | Pilote                | Écurie                  | Tours | Temps/Abandon                                        | Grille | Points |
| ---- | -- | --------------------- | ----------------------- | ----- | ---------------------------------------------------- | ------ | ------ |
| 1    | 4  | Lando Norris          | McLaren-Mercedes        | 70    | 1 h 23 min 47 s 693 (216,738 km/h)                   | 1      | 25     |
| 2    | 81 | Oscar Piastri         | McLaren-Mercedes        | 70    | + 2 s 695                                            | 3      | 18     |
| 3    | 16 | Charles Leclerc       | Ferrari                 | 70    | + 19 s 820                                           | 2      | 15     |
| 4    | 44 | Lewis Hamilton        | Ferrari                 | 70    | + 29 s 020                                           | 4      | 12     |
| 5    | 63 | George Russell        | Mercedes                | 70    | + 1 min 02 s 396                                     | 5      | 10     |
| 6    | 30 | Liam Lawson           | Racing Bulls-Honda RBPT | 70    | + 1 min 07 s 754                                     | 6      | 8      |
| 7    | 14 | Fernando Alonso       | Aston Martin-Mercedes   | 69    | + 1 tour                                             | 11     | 6      |
| 8    | 5  | Gabriel Bortoleto     | Kick Sauber-Ferrari     | 69    | + 1 tour                                             | 8      | 4      |
| 9    | 27 | Nico Hülkenberg       | Kick Sauber-Ferrari     | 69    | + 1 tour                                             | 20     | 2      |
| 10   | 31 | Esteban Ocon          | Haas-Ferrari            | 69    | + 1 tour                                             | 17     | 1      |
| 11   | 87 | Oliver Bearman        | Haas-Ferrari            | 69    | + 1 tour                                             | 15     |        |
| 12   | 6  | Isack Hadjar          | Racing Bulls-Honda RBPT | 69    | + 1 tour                                             | 13     |        |
| 13   | 10 | Pierre Gasly          | Alpine-Renault          | 69    | + 1 tour                                             | 10     |        |
| 14   | 18 | Lance Stroll          | Aston Martin-Mercedes   | 69    | + 1 tour                                             | 16     |        |
| 15   | 43 | Franco Colapinto      | Alpine-Renault          | 69    | + 1 tour (dont 5 s de pénalité )                     | 14     |        |
| 16   | 22 | Yuki Tsunoda          | Red Bull-Honda RBPT     | 68    | + 2 tours (dont 10 s de pénalité purgées en course ) | 18     |        |
| Abd. | 23 | Alexander Albon       | Williams-Mercedes       | 15    | Moteur                                               | 12     |        |
| Abd. | 1  | Max Verstappen        | Red Bull-Honda RBPT     | 0     | Accrochage                                           | 7      |        |
| Abd. | 12 | Andrea Kimi Antonelli | Mercedes                | 0     | Accrochage                                           | 9      |        |
| Np.  | 55 | Carlos Sainz          | Williams-Mercedes       | -     | Freins (tour de formation)                           | 19     |        |

### Pole position et record du tour
- Pole position :  Lando Norris (McLaren-Mercedes) en 1 min 03 s 971 (243,448 km/h)[14].
- Meilleur tour en course :  Oscar Piastri (McLaren-Mercedes) en 1 min 07 s 924 (229,280 km/h) au cinquante-neuvième tour[15].

### Tours en tête

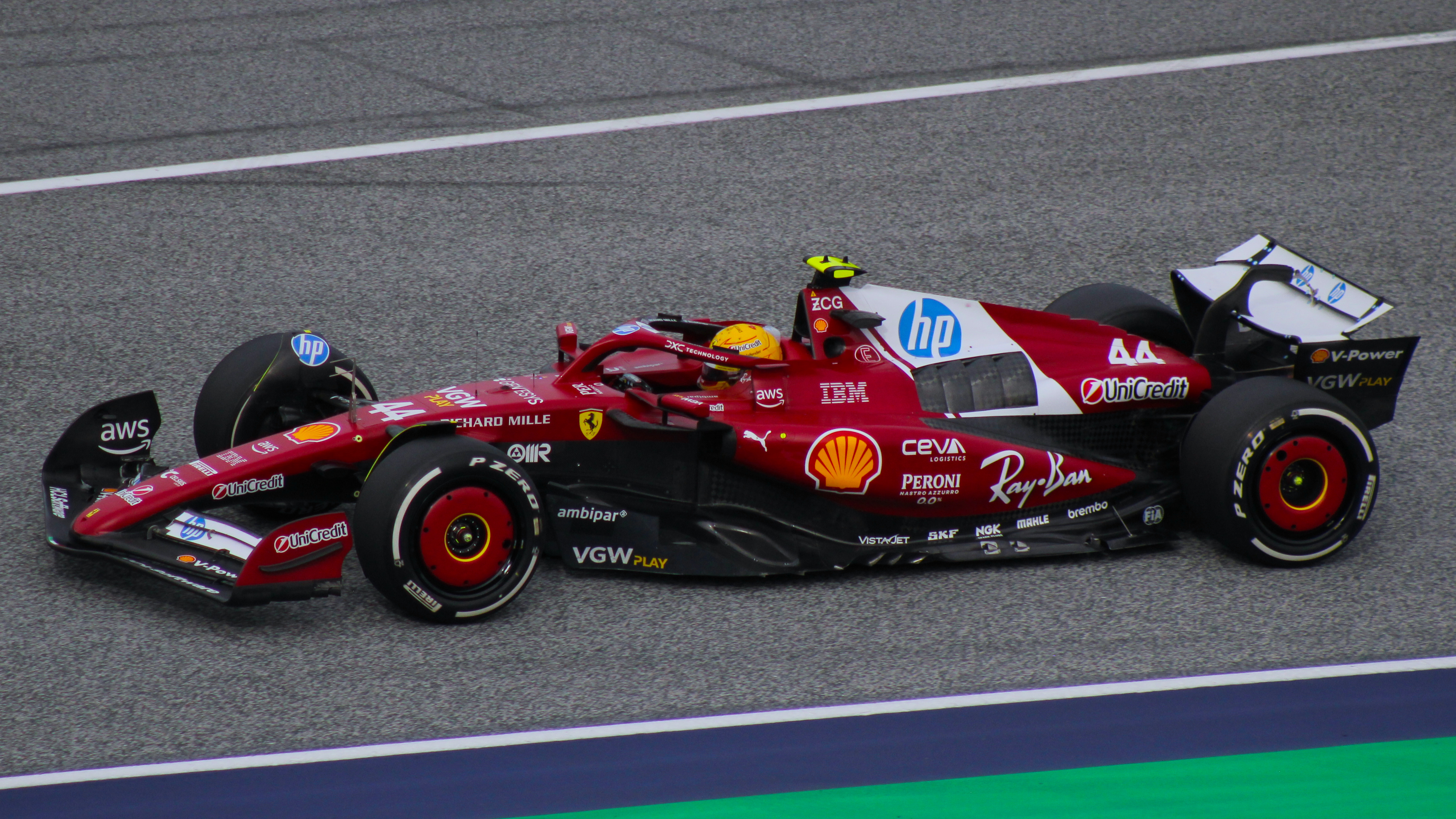
Lewis Hamilton en Autriche en 2025.

- Lando Norris (McLaren-Mercedes) : 62 tours (1-19 / 26-51 / 54-70)[16] ;
- Oscar Piastri (McLaren-Mercedes) : 7 tours (20-24 / 52-53) ;
- Lewis Hamilton (Ferrari) : 1 tour (25).

## Classements généraux à l'issue de la course
| Pos. | Pilote                | Écurie                  | Points |
| ---- | --------------------- | ----------------------- | ------ |
| 1    | Oscar Piastri         | McLaren-Mercedes        | 216    |
| 2    | Lando Norris          | McLaren-Mercedes        | 201    |
| 3    | Max Verstappen        | Red Bull-Honda RBPT     | 155    |
| 4    | George Russell        | Mercedes                | 146    |
| 5    | Charles Leclerc       | Ferrari                 | 119    |
| 6    | Lewis Hamilton        | Ferrari                 | 91     |
| 7    | Andrea Kimi Antonelli | Mercedes                | 63     |
| 8    | Alexander Albon       | Williams-Mercedes       | 42     |
| 9    | Esteban Ocon          | Haas-Ferrari            | 23     |
| 10   | Nico Hülkenberg       | Kick Sauber-Ferrari     | 22     |
| 11   | Isack Hadjar          | Racing Bulls-Honda RBPT | 21     |
| 12   | Lance Stroll          | Aston Martin-Mercedes   | 14     |
| 13   | Fernando Alonso       | Aston Martin-Mercedes   | 14     |
| 14   | Carlos Sainz          | Williams-Mercedes       | 13     |
| 15   | Liam Lawson           | Red Bull-Honda RBPT     | 12     |
| 16   | Pierre Gasly          | Alpine-Renault          | 11     |
| 17   | Yuki Tsunoda          | Red Bull-Honda RBPT     | 10     |
| 18   | Oliver Bearman        | Haas-Ferrari            | 6      |
| 19   | Gabriel Bortoleto     | Kick Sauber-Ferrari     | 4      |

| Pos. | Écurie                  | Points |
| ---- | ----------------------- | ------ |
| 1    | McLaren-Mercedes        | 417    |
| 2    | Ferrari                 | 210    |
| 3    | Mercedes                | 209    |
| 4    | Red Bull                | 162    |
| 5    | Williams-Mercedes       | 55     |
| 6    | Racing Bulls-Honda RBPT | 36     |
| 7    | Haas-Ferrari            | 29     |
| 8    | Aston Martin-Mercedes   | 28     |
| 9    | Kick Sauber-Ferrari     | 26     |
| 10   | Alpine-Renault          | 11     |

## Statistiques
Le Grand Prix d'Autriche 2025 représente :
- la 12e pole position de Lando Norris, sa troisième de la saison[18] ;
- la 7e victoire de Lando Norris, sa troisième de la saison[19] ;
- la 197e victoire de McLaren en tant que constructeur[20] ;
- la 231e victoire de Mercedes en tant que motoriste[21] ;
- le 53e doublé de McLaren[22] ;
- les 1ers points de Gabriel Bortoleto, qui termine huitième pour son onzième Grand Prix[23].

Au cours de ce Grand Prix :
- Lando Norris passe la barre des 1 200 points inscrits en Formule 1 (1 208 points)[24] ;
- Gabriel Bortoleto est élu « pilote du jour » à l'issue d'un vote organisé sur le site officiel de la Formule 1[25] ;
- la série de 77 Grands Prix consécutifs dans les points de Red Bull Racing, entamée au Grand Prix automobile d'Arabie saoudite 2022, s'achève[26] ;
- Derek Warwick (146 départs en Grands Prix entre 1981 et 1993, quatre podiums, 71 points inscrits) est nommé conseiller par la FIA pour aider dans leurs jugements le groupe des commissaires de course[27].